# アリエ (妖怪)

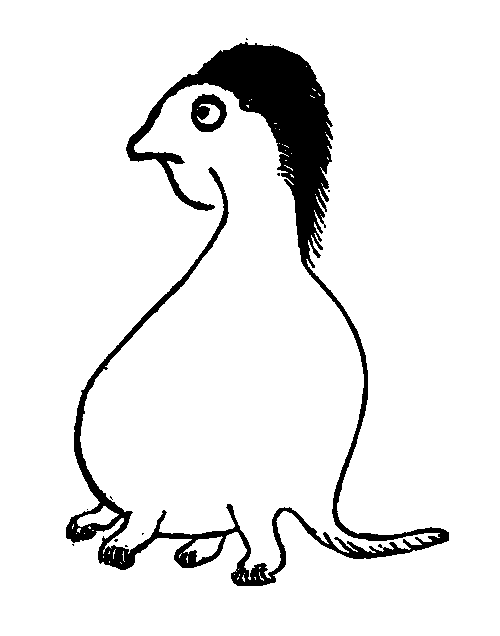
『長野新聞』明治9年（1876年）6月30日の記事に掲載されたアリエの図。

アリエは日本の妖怪である。明治時代前期に話題が見られ、海中から出現をして吉凶にまつわる予言めいたことを言い残したとされる。

## 概要
明治9年（1876年）、「アリエと称する図を家々で信心する者が出た地方があるらしいが、このような行動は迷信である」という内容の新聞記事が『山梨日日新聞』（当時の紙名は『甲府日日新聞』）や、それを転載した『長野新聞』に見られ、確認することができる。
そのアリエの図に、由来めかして付けられていたとされる話は次のような内容を含んでいる。
- 肥後国（現・熊本県）青鳥郡の海に、夜になると鱗を光らせる妖怪が出現した。
- 旧熊本藩の柴田という士族が正体を探りに出たところ、妖怪は海にすむ鱗獣（りんじゅう）の首魁（かしら）アリエであると語った。
- アリエは、吉凶を見抜く術を持っていると語った上で「今年から6年間は豊年がつづくが、6月からはコロリに似た病気が流行して、世の人々は六分どおり死に失せてしまう。しかし身共を図にしてそれを朝な夕なに信心すればその難を避けることが出来る」と告げると消えた。
- これを受けてアリエの絵を稼業もなげうって信心する人が出たという話を、出雲国の船頭が新潟県で語った。

アリエの絵に付与されていたとされるこの話は、登場する単語などの類似性からアマビコ・アマビエに類するものであると湯本豪一が指摘しており、似た内容は海出人などにも見られる。明治時代前期にも同様な瓦版の類が周期的に出まわっていた例の一つであると見られている。
出雲国（現・島根県）の船頭たちがこのアリエの図についての話を新潟の地で語った、という箇所については当時の物流を担っていた北前船の航路における往来を踏まえたものと見られ、当時の人々が自然にイメージ可能な伝播経路であると言えるが、新聞記事にあるように、この箇所自体も「アリエの話」として一括に語られていたと見れば「アリエの絵を稼業もなげうって信心する人」が出たという話も、事実では無く噂の中でのものと考えられよう。

### 明治期の認識
アリエの図についての記事を掲載している『長野新聞』は、先立つ同年6月21日の紙面に、肥後国青沼郡に出た尼彦入道という妖怪の図を既に報じており、アリエについて掲載した6月30日の紙面では「青鳥郡」も「青沼郡」も共に肥後国・熊本県に実在しない郡である点を強調して、内容そのものが妄説であるとしてどちらについても否定している。江戸時代の同様な記事を取り扱った瓦版とは異なり、文明開化の時代・新聞の読者層には合わないものであるとしめくくるかたちの文章は、明治時代の新聞記事での特徴でもある。